# 불수감
불수감(佛手柑)는 운향과의 과일 나무(상록 활엽 관목 또는 소교목)이다. 귤속의 재배식물로, 교잡종이 아닌 순수한 시트론(C. medica) 재배종이며, 둥근 시트론 재배종·품종과 형태가 크게 다르지만 유전적으로는 큰 차이가 없다. 식물학적 종(Citrus sarcodactylis Hoola van Nooten 등)이나 변종(Citrus medica var. sarcodactylus (Siebold ex Hoola van Nooten) Swingle 등)으로 여겨지기도 하지만, 분류학적 이·삼명이 적용되지 않는 재배종으로 여겨지는 경우가 더 많다. 부처의 손을 닮았다 해서 "불수감"이라는 이름이 붙었다.

## 같이 보기
- 에트로그